# Österreichische Alpine Skimeisterschaften 1928
Die Österreichischen Alpinen Skimeisterschaften 1928 fanden am 19. Februar in Steinhaus am Semmering statt. Zum ersten Mal wurde in Österreich ein Meistertitel in einer alpinen Skidisziplin vergeben, nämlich in der Abfahrt der Damen. Herrentitel wurden noch bis 1931 nur im nordischen Skilauf vergeben.

## Damen

### Abfahrt
| Platz | Name             | Zeit      |
| ----- | ---------------- | --------- |
| 1     | Inge Lantschner  | 11:45 min |
| 2     | Käthe Lettner    | ?         |
| 3     | Grete Lantschner | ?         |

Datum: 19. Februar 1928

Ort: Steinhaus am Semmering

Von 25 gemeldeten Damen nahmen 22 am Wettkampf teil.